# Пио из Пьетрельчины
Пио (Пий) из Пьетрельчины (итал. Pio da Pietrelcina), известный как падре Пио или отец Пио (итал. Padre Pio); в миру Франческо Форджоне (итал. Francesco Forgione); 25 мая 1887[…], Пьетрельчина, Королевство Италия — 23 сентября 1968, Сан-Джованни-Ротондо, Апулия) — итальянский священник и монах из ордена капуцинов, почитаемый как католический святой. Известен стигматами и приписываемым ему совершением чудес. Канонизирован 16 июня 2002 года папой Иоанном Павлом II.

## Биография

### Юные годы
Родился 25 мая 1887 года в Пьетрельчине, в области Кампания, в крестьянской семье Грацио Марио Форджоне (1860—1946) и Марии Джузеппы Ди Нунцио (1859—1929), он был четвёртым из восьми детей. Был крещён в близлежащей часовне Санта-Анна, в которой позже служил алтарником. 
С детства Форджоне отличался слабым здоровьем: в шесть лет он перенес тяжелый гастроэнтерит, а в десять лет заболел брюшным тифом. Его семья была глубоко религиозной, они ежедневно посещали мессу, каждый вечер читали розарий и воздерживались от мяса три дня в неделю в честь Богоматери Кармельской. К пяти годам Франческо Форджоне принял решение посвятить всю свою жизнь богу, мечтая стать монахом и священником. По его словам, с юных лет его стали посещать мистические видения. До десяти лет он присматривал за небольшим стадом овец, принадлежавшим семье.
В 1897 году, проучившись три года в государственной школе, Франческо решил стать монахом, на что его сподвигли рассказы монаха-капуцина, собиравшего пожертвования в его городе. Родители одобрили желание сына и отвезли его в коммуну Морконе к северу от Пьетрельчины, где располагался орден капуцинов. Монахи сообщили им, что они заинтересованы в принятии Франческо в свою общину, но ему необходимо улучшить своё образование. В 1898 году отец Франческо уехал в США в поисках работы, чтобы финансово помогать семье, и оплачивать частное репетиторство сына для вступления в орден капуцинов.

### Начало служения
27 сентября 1899 года Франческо принял таинство миропомазания. 6 января 1903 года, в возрасте 15 лет, он вступил в новициат францисканцев-капуцинов в Морконе, а годом позже он принял временные обеты в этом ордене. Он взял себе монашеское имя Пио в честь святого папы Пия V, покровителя Пьетрельчины. Пио был направлен в монастырь святого Франциска Ассизского в Умбрии для прохождения семилетнего обучения священству.
В 17 лет он заболел, жалуясь на потерю аппетита, бессонницу, утомляемость, обмороки и мигрени, его часто рвало, и он мог питаться только молоком и сыром. По сообщениям верующих, в это время с Пио начали происходить мистические явления. Один из монахов позже утверждал, что видел Пио в экстазе, парящего над землей. В июне 1905 года здоровье Пио ухудшилось до такой степени, что монахи решили отправить его в горный монастырь в надежде, что смена воздуха пойдет ему на пользу. Однако это не принесло улучшения его здоровья, и врачи посоветовали Пио вернуться домой.
В августе 1910 года Пио был рукоположен в священники архиепископом Паоло Скинози в соборе Беневенто, а четыре дня спустя отслужил свою первую мессу в приходской церкви Богоматери Ангелов. Поскольку его здоровье оставалось слабым, ему разрешили быть со своей семьей в его родном городе Пьетрельчина не снимая францисканского хабита, где он оставался до 1916 года. В эти годы отец Пио часто описывал в письмах своим духовным наставникам, отцу Бенедетто и отцу Агостино, двум монахам из монастыря капуцинов Сан-Марко в Ламисе, мистические видения и явления, происходившие с ним.
4 сентября 1916 года Пио было предписано вернуться к монашеской жизни, и он переехал в монастырь капуцинов Богоматери Благодати на склонах Монте-Гаргано в деревне Сан-Джованни-Ротондо в провинции Фоджа. В этом монастыре он прожил более 50 лет. После начала Первой мировой войны несколько монахов из его общины были призваны на военную службу в итальянскую армию, и Пио, который в то время был преподавателем в местной семинарии и духовным наставником, вскоре был избран руководителем оставшейся общины капуцинов. 15 ноября 1915 года и его самого призвали в армию, 6 декабря того же года направили в 10-й медицинский корпус в Неаполе. По состоянию здоровья его постоянно демобилизовали и отправляли в отпуск по болезни, пока 16 марта 1918 года его не признали негодным к службе и уволили с военной службы.

### Стигматы и последовавшая слава
20 сентября 1918 года во время молитвы у отца Пио на руках и теле образовались стигматы — раны в местах расположения ран распятого Христа, который не исчезли у него до самой смерти. Раны, в особенности на руках, сильно кровоточили, что причиняло отцу Пио сильные страдания — он носил специальные повязки. Стигматы неоднократно осматривались независимыми врачами, которые не пришли к определённому выводу относительно природы этих ран. Святой Престол поначалу отнёсся к стигматам отца Пио с большим недоверием, потому что монах на протяжении почти десяти лет с 1923 по 1933 год был фактически полностью изолирован от внешнего мира в своей келье. По прошествии лет Ватикан признал их сверхъестественное происхождение, а Папа Пий XI сказал по этому поводу: «Я не был плохо расположен к отцу Пио, я был плохо проинформирован».
Стигматы отца Пио и слухи о совершаемых им чудесах вызвали громадный рост популярности монастыря Сан-Джованни-Ротондо и массовые паломничества. Очередь на исповедь к отцу Пио составляла несколько дней. К 1925 году он переоборудовал старое здание монастыря в медицинскую клинику с несколькими койками, предназначенную в первую очередь для людей, находящихся в крайней нужде.
Близкие к нему люди свидетельствовали, что у отца Пио проявилось несколько духовных даров, в том числе дары исцеления, левитации, билокации (одновременное нахождение в двух местах и способность мгновенно переноситься с места на место), пророчества, чудес, необычайного воздержания как от сна, так и от еды, умение читать по сердцам (способность на исповеди «видеть» всю жизнь исповедующегося, мгновенное определение степени его искренности), дар языков и дар обращений. Некоторые из них также утверждали, что кровь, вытекавшая из стигмат имела приятный цветочный запах. Известен случай Джеммы ди Джорджи, девочки, о которой утверждается, что она родилась без зрачков и тем не менее обрела способность видеть после визита к отцу Пио. Пио из Пьетрельчины также приписываются мистические сражения с сатаной, которые имели место по ночам в его монашеской келье. Отец Пио стал духовным наставником многих верующих, разработав пять правил духовного роста: еженедельная исповедь, ежедневное причастие, духовное чтение, размышление и испытание совести.
В 1940 году отец Пио и несколько его духовных детей обнародовали проект создания в Сан-Джованни-Ротондо больницы для нуждающихся, строительство которой началось в 1947 году на собранные за эти годы пожертвования. Основная часть денег на строительство больницы поступила от Эмануэле Брунатто, страстного последователя отца Пио, который сколотил состояние на чёрном рынке в оккупированной немцами Франции в годы Второй мировой войны. Администрация помощи и восстановления Объединённых Наций также внесла 250 миллионов итальянских лир. Больница была открыта в 1956 году и названа «Дом облегчения страданий» (итал. Casa Sollievo della Sofferenza). Отец Пио передал больницу в ведение Святого Престола, однако, чтобы он мог напрямую контролировать пожертвования на её содержание, Папа Пий XII в 1957 году освободил его от обета бедности. Некоторые критики Пио из Пьетрельчины впоследствии предположили, что в деятельности больницы имело место незаконное присвоение средств монашеской общиной, а сам отец Пио стал известен как «самый богатый монах в мире».

### Смерть
В 1960-е годы здоровье отца Пио ухудшилось, но он продолжал свою духовную деятельность. 22 сентября 1968 года он отслужил свою последнюю мессу в честь 50-летия появления стигматов, на которой присутствовало большое количество паломников и журналистов. Во время мессы отец Пио был крайне слаб, а после её окончания чуть не потерял сознание, спускаясь по ступеням алтаря.
Рано утром 23 сентября 1968 года отец Пио совершил свою последнюю исповедь и возобновил свои францисканские обеты. У него не было сил произнести вслух молитву «Аве Мария», и вместо этого он повторял слова «Иисус, Мария». В тот же день он умер в своей келье в возрасте 81 года. За несколько дней до его смерти стигматы на его теле исчезли. Врач, осматривавший тело, отметил, что раны стигматов полностью зажили без каких-либо следов и шрамов. 26 сентября состоялась церемония похорон, на которой присутствовало около 100 000 человек. После похоронной процессии и заупокойной мессы, отец Пио был похоронен в склепе церкви Богоматери Благодати в Сан-Джованни Ротондо.
Папа Павел VI в 1971 году писал об отце Пио:

Смотрите, какой он был окружен славой! Сколько приверженцев он нашёл по всему свету. Почему же? Может, он был философом или ученым? Вовсе нет. Просто он смиренно служил мессу и с утра до вечера исповедовал. Как ещё можно определить, кем он был? Господь Иисус отметил его Своими стигматами.

## Прославление
В 1982 году Святой Престол начал беатификационный процесс по прославлению Пио из Пьетрельчины. Процесс был очень длительным и тщательным, разбиралось большое количество противоречивого материала. Лишь в 1990 году отец Пио был объявлен Слугой Божьим, хотя чаще всего этот титул кандидат получает сразу же после начала беатификационного процесса. В 1997 году отец Пио был объявлен «досточтимым», в 1999 году папа Иоанн Павел II беатифицировал его. После дальнейшего исследования жизни монаха, а также исследования чудес, совершённых, предположительно по его заступничеству, отец Пио был канонизирован 16 июня 2002 года.
В 2008 году мощи отца Пио были эксгумированы и выставлены для почитания паломниками. C марта 2013 года тело отца Пио постоянно выставлено в итальянском городе Сан-Джованни-Ротондо.

## Критика
На протяжении жизни отец Пио подвергался критике, в том числе и со стороны высокопоставленных католических деятелей. Агостино Джемелли, врач-францисканец, один из основателей Католического университета Святого Сердца и чьё имя носит Клиника Джемелли, называл его «невежественный, искалечивший себя психопат, эксплуатирующий народную доверчивость». На этом и подобных отзывах базировался запрет Ватикана на совершение месс и принятие исповедей отцом Пио в период 1923—1933 годов.
Итальянский историк Серджио Луццато утверждал в своей книге, что отец Пио для создания стигматов пользовался фенолом и приводил показания аптекарши, у которой якобы он его купил. Это свидетельство исследовалось Ватиканом в ходе процесса по беатификации, однако, не было признано заслуживающим доверия.
Критике подвергалась также коммерциализация монастыря Сан-Джованни-Ротондо, связанная с культом святого. В частности, епископ города Комо заявил: «Иисус изгнал торгующих из храма, но сейчас я вижу их возвратившимися».